# اغبرت يان
اغبرت يان (بالألمانية: Egbert Jahn)‏ هو عالم سياسة ألماني، ولد في 26 مايو 1941 في برلين في ألمانيا.